# Michael J. Fox
Michael J. Fox, pseudonimo di Michael Andrew Fox (Edmonton, 9 giugno 1961), è un attore, produttore cinematografico e attivista canadese naturalizzato statunitense.

Firma di Michael J. Fox

È famoso soprattutto per l'interpretazione di Marty McFly, protagonista della trilogia di Ritorno al futuro, di Alex P. Keaton nella sitcom Casa Keaton e di Michael Flaherty nella serie televisiva Spin City, grazie ai quali vinse complessivamente quattro Golden Globe, due Screen Actors Guild Awards e cinque Emmy Awards.
Nel 1991, a 30 anni, gli fu diagnosticata una grave forma di malattia di Parkinson giovanile, notizia resa pubblica nel 1998, che nel 2000 lo costrinse a ritirarsi quasi completamente dalle scene, ma che gli consentì anche di lottare per la ricerca sperimentale sulle cellule staminali. Per tale impegno, che lo ha portato anche a istituire la Fondazione Michael J. Fox, il 5 marzo 2010 l'Istituto Karolinska gli ha conferito una laurea honoris causa. Nel 2013 è ritornato da protagonista nella sitcom The Michael J. Fox Show.

## Biografia
Canadese di origini inglesi, irlandesi e scozzesi, Michael Andrew Fox è nato a Edmonton, in Alberta. La madre, Phyllis, svolgeva il lavoro di impiegata e di attrice, mentre il padre, William, lavorava come agente di polizia ed era un membro delle Forze armate canadesi. A causa del lavoro del padre, la famiglia di Michael spesso si spostava da una città all'altra del Canada: si stabilirono, dopo il ritiro di William nel 1971, a Vancouver, nel sobborgo di Burnaby, nella zona della Columbia Britannica. Fu proprio lì che Fox frequentò le scuole superiori, presso il Burnaby Central Senior Secondary, liceo che in seguito avrebbe dato il nome a un teatro dello stesso attore (Burnaby South Secondary). Michael fece da co-protagonista nella serie televisiva canadese Leo and Me (a soli quindici anni), per proseguire la carriera da attore con il trasferimento a Los Angeles tre anni più tardi.
Fu scoperto dal produttore Ronald Shedlo, che lo fece debuttare negli Stati Uniti con la pellicola televisiva Letters from Frank, film in cui si presentò come "Michael Fox". Egli aveva intenzione di usare questo nome, ma quando si iscrisse alla Screen Actors Guild, che non poteva registrare più di una volta lo stesso nome, scoprì che nel passato era vissuto un suo omonimo statunitense, Michael Fox. Come spiegò nella sua autobiografia del 2002, aveva intenzione di cambiare il proprio nome, ma non con il secondo di battesimo: "Andrew" o "Andy" non attiravano particolarmente l'attore. Infatti, in questo modo, egli sarebbe stato riconosciuto come "Michael A. Fox", che in inglese avrebbe potuto intendersi come "Michael, una volpe". Alla fine, adottò una "J" in onore dell'attore Michael J.(ohn) Pollard, che collocò tra il nome e il cognome. Fox, a volte, sostiene ironicamente che la "J" stia per "Jenius" o "Jenuine" (rispettivamente storpiature di "Genio" e "Genuino" in inglese).
Nel 2000 ha ottenuto anche la cittadinanza americana, in aggiunta a quella canadese.

## Carriera

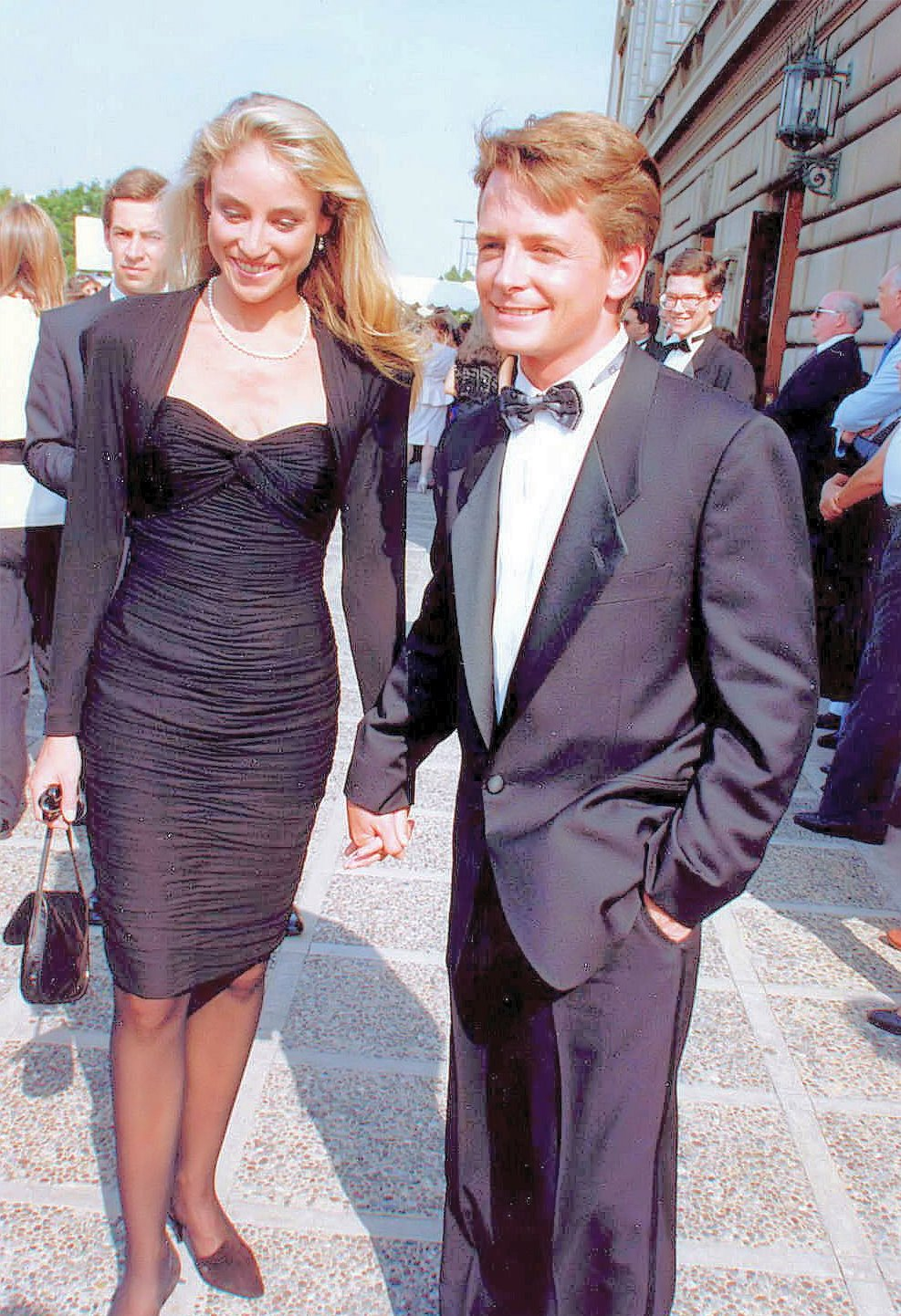
Michael J. Fox con la moglie Tracy Pollan ai Premi Emmy 1988

Nel 1980 esordisce nel cinema con Follia di mezzanotte (Midnight Madness), una produzione Disney di scarso successo. Nel 1982 debutta nella televisione statunitense come uno dei protagonisti della serie TV Casa Keaton, di grande successo anche in Italia. Nel 1985 viene scoperto e lanciato da Robert Zemeckis, nel ruolo di Marty McFly, nella fortunata pellicola Ritorno al futuro (prodotta, tra l'altro, da Steven Spielberg). Successivamente si conferma come brillante attore cinematografico con Voglia di vincere (1985) e Il segreto del mio successo (1987).
Nonostante fosse noto come attore comico, girò con successo con Sean Penn Vittime di guerra (1989), di Brian De Palma, dove interpretava un soldato statunitense alle prese con le atrocità della guerra del Vietnam. Sul set il rapporto tra il mite Fox e la "testa calda" Sean Penn non fu idilliaco; ad ogni modo alla fine delle riprese Michael lasciò nel camerino di Penn un biglietto: «Lavorare con te non è stato un piacere, ma è stato sicuramente un onore».
Nel 1991, mentre girava Doc Hollywood - Dottore in carriera, si accorse che le dita gli tremavano in modo incontrollabile: gli fu diagnosticata la malattia di Parkinson, notizia che rese pubblica solo nel 1998, anno in cui ha subito una talamotomia (asportazione del talamo). Nel 1996 fu diretto da Peter Jackson in Sospesi nel tempo, altro film della coppia Spielberg/Zemeckis; nello stesso anno fu anche nel film di Tim Burton Mars Attacks! e iniziò a lavorare nella sit-com Spin City da protagonista, il vanitoso ma efficiente vicesindaco di New York. Nel 2000, dopo tre premi Golden Globe, dovette lasciare la serie per l'aggravarsi della malattia.
Michael J. Fox ha doppiato il personaggio di Stuart Little nella serie di film d'animazione tratta dal celebre libro di E. B. White, Chance nella serie di Quattro Zampe e Milo Thatch in Atlantis - L'impero perduto della Disney. 
Dopo il ritiro da Spin City, l'attore è divenuto un importante sostenitore e raccoglitore di fondi a favore della ricerca sulle cellule staminali, nella speranza che un giorno sia possibile aiutare chi soffre della malattia di Parkinson o di altri malattie debilitanti; a questo scopo egli ha creato la Michael J. Fox Foundation for Parkinson's Research, il cui sito ufficiale contiene un blog. Ha anche scritto un libro autobiografico sulla sua malattia, intitolato Lucky Man (Uomo fortunato).
Nel 2003 ha scritto la sceneggiatura per una sitcom intitolata Hench at Home, ma della serie è stato prodotto solamente l'episodio pilota. In questi anni non ha comunque disdegnato alcune apparizioni in veste di guest-star in alcune delle più famose serie televisive statunitensi, come nel 2004, quando è apparso in due episodi della terza stagione della serie TV Scrubs, nel ruolo del dottor Kevin Casey e nel 2006, nella parte del miliardario Daniel Post, nella seconda e terza stagione di Boston Legal. Nel 2006 il magazine statunitense TIME, nella sua annuale classifica dei 100 uomini più influenti della Terra, ha classificato Michael J. Fox al centesimo posto. Due anni più tardi egli è apparso come guest star in alcuni episodi della serie Rescue Me, in cui ha interpretato il ruolo di Dwight.
Il 7 maggio 2009 è tornato in TV sull'emittente statunitense American Broadcasting Company (ABC) per condurre un programma dal titolo Michael J. Fox: Adventures of an Incurable Optimist (Michael J. Fox: le avventure di un incurabile ottimista). Sempre nel maggio 2009, ha lanciato un appello video su internet per promuovere la ricerca scientifica sulle cellule staminali.
Poco dopo il termine dell'incontro di hockey su ghiaccio tra Canada e Stati Uniti, valido per la medaglia d'oro ai XXI Giochi olimpici invernali di Vancouver, ha partecipato con un monologo alla cerimonia di chiusura della manifestazione. Nel 2010, in occasione del 25º anniversario dall'uscita nei cinema di Ritorno al futuro, Michael J. Fox riveste i panni di Marty McFly rigirando il trailer del film e annunciando la partecipazione agli Scream Award 2010.
Dal 2010 al 2016 ha partecipato a 26 episodi della serie televisiva The Good Wife nel ruolo dell'avvocato Louis Canning, ruolo che ha ripreso nel 2020, in due episodi nello spin-off The Good Fight. Il suo personaggio è affetto da discinesia tardiva e acatisia, condizioni che l'attore vive anche nella realtà: si tratta infatti di un effetto collaterale dei farmaci che assume per controllare il Parkinson. Soffre anche, a causa della malattia, di crampi notturni ai piedi, saltuaria disartria e leggera amimia (perdita di espressività del volto), caratteristiche parkinsoniane. Tuttavia i forti movimenti discinesici e di tremore cinetico causati dai farmaci sono, a suo dire, più sopportabili del forte tremore a riposo e della rigidità del Parkinson; spesso l'attore dice di fare dell'umorismo sulla sua condizione, come dimostra anche in numerose interviste.
Nel 2013, grazie alla stabilizzazione delle sue condizioni di salute, è ritornato a essere protagonista in una serie televisiva per la NBC: The Michael J. Fox Show, sitcom ispirata dalla sua storia personale. Nel 2017 ha interpretato l'avvocato Ethan West in cinque episodi della serie TV Designated Survivor.

## Vita privata
Sul set di Casa Keaton ha conosciuto l'attrice Tracy Pollan, che ha sposato nel 1988 e dalla quale ha avuto quattro figli: Sam Michael (1989), le gemelle Aquinnah Kathleen e Schuyler Frances (1995) ed Esmé Annabelle (2001). In seguito alla diagnosi di Parkinson ha rischiato di sprofondare nell'alcolismo. Sulla propria esperienza della malattia, Fox ha affermato: «Il Parkinson mi ha salvato la vita. Prima vivevo a 100 all'ora e bevevo, ora mi sono avvicinato alla famiglia».

## Filmografia

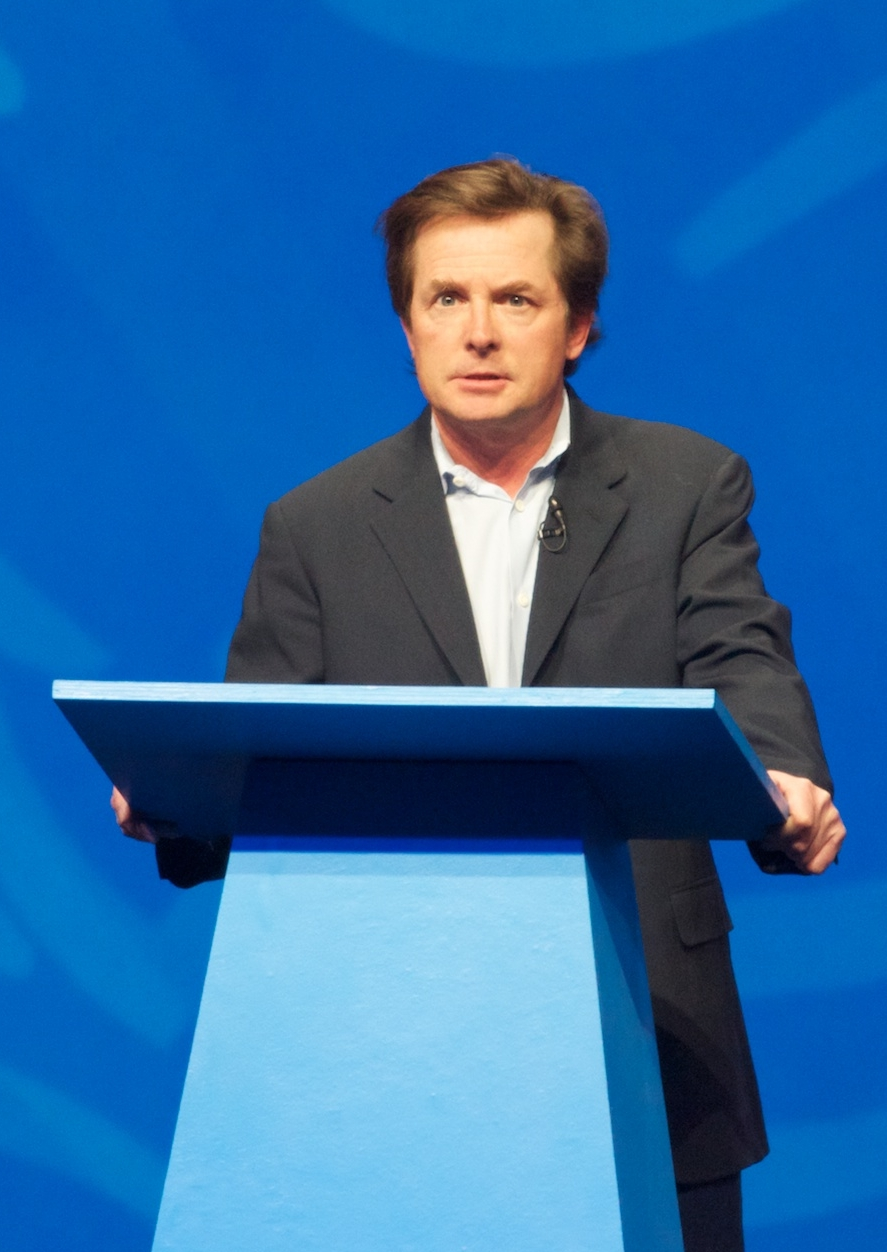
Michael J. Fox alla Lotusphere nel 2012

### Attore

#### Cinema
- Follia di mezzanotte (Midnight Madness), regia di Michael Nankin e David Wechter (1980)
- Classe 1984 (Class of 1984), regia di Mark L. Lester (1982)
- Guerra dei colori (Poison ivy), regia Larry Elikann (1985)
- Voglia di vincere (Teen Wolf), regia di Rod Daniel (1985)
- Ritorno al futuro (Back to the Future), regia di Robert Zemeckis (1985)
- The Iceman Hummeth, regia di Michael J. Fox (1986) - corto realizzato per il Late Show with David Letterman
- La luce del giorno (Light of Day), regia di Paul Schrader (1987)
- Il segreto del mio successo (The Secret of My Success), regia di Herbert Ross (1987)
- Le mille luci di New York (Bright Lights, Big City), regia di James Bridges (1988)
- Vittime di guerra (Casualties of War), regia di Brian De Palma (1989)
- Ritorno al futuro - Parte II (Back to the Future Part II), regia di Robert Zemeckis (1989)
- Ritorno al futuro - Parte III (Back to the Future Part III), regia di Robert Zemeckis (1990)
- Doc Hollywood - Dottore in carriera (Doc Hollywood), regia di Michael Caton-Jones (1991)
- Insieme per forza (The Hard Way), regia di John Badham (1991)
- Amore con interessi (For Love or Money), regia di Barry Sonnenfeld (1993)
- Cercasi superstar (Life with Mikey), regia di James Lapine (1993)
- Il grande fiume del Nord (Where the Rivers Flow North), regia di Jay Craven (1993)
- Caro zio Joe (Greedy), regia di Jonathan Lynn (1994)
- Blue in the Face, regia di Paul Auster e Wayne Wang (1995)
- Coldblooded, regia di Wallace Wolodarsky (1995)
- Il presidente - Una storia d'amore (The American President), regia di Rob Reiner (1995)
- Sospesi nel tempo (The Frighteners), regia di Peter Jackson (1996)
- Mars Attacks!, regia di Tim Burton (1996)
- Interstate 60, regia di Bob Gale (2002) - cameo
- Drew: The Man Behind the Poster, regia di Eric Sharkey – documentario (2013)
- Annie - La felicità è contagiosa (Annie), regia di Will Gluck (2014) - cameo
- Back in Time – documentario (2015)
- See You Yesterday, regia di Stefon Bristol (2019) - cameo

#### Televisione
- Leo and Me – serie TV (1976)
- Lou Grant – serie TV, episodio 3x13 (1979)
- Letters from Frank, regia di Edward Parone (1979)
- Palmerstown, U.S.A. – serie TV, 11 episodi (1980-1981)
- Casa Keaton (Family Ties) – serie TV, 176 episodi (1982-1989)
- Un liceo tutto matto (High School U.S.A.) – film TV (1983)[10]
- Giudice di notte (Night Court) – serie TV, episodio 1x02 (1984)
- Poison Ivy, regia di Larry Elikann – film TV (1985)
- Family Ties Vacation, regia di Will Mackenzie – film TV (1985)
- I racconti della cripta (Tales from the Crypt) – serie TV, episodio 3x01 (1991)
- Don't Drink the Water, regia di Woody Allen – film TV (1994)
- Spin City – serie TV, 103 episodi (1996-2001)
- Scrubs - Medici ai primi ferri (Scrubs) – serie TV, episodi 3x12-3x13 (2004)
- Boston Legal – serie TV, 6 episodi (2006)
- Rescue Me – serie TV, 5 episodi (2009)
- The Good Wife – serie TV, 26 episodi (2010-2016)
- Curb Your Enthusiasm – serie TV, episodio 8x10 (2011)
- The Michael J. Fox Show – serie TV, 22 episodi (2013-2014)
- Designated Survivor – serie TV, 5 episodi (2018)
- The Good Fight – serie TV, episodi 4x02, 4x03 (2020)
- Still: la storia di Michael J. Fox (Still: A Michael J. Fox Movie) – documentario (2023)

#### Videoclip
- Stick Around di Julian Lennon, regia di Jerry Kramer, Douglas Brian Martin (1986) - cameo

### Doppiatore
- In fuga a quattro zampe (Homeward Bound: The Incredible Journey), regia di Duwayne Dunham (1993)
- Quattro zampe a San Francisco (Homeward Bound II: Lost in San Francisco), regia di David R. Ellis (1996)
- Stuart Little - Un topolino in gamba (Stuart Little), regia di Rob Minkoff (1999)
- Atlantis - L'impero perduto (Atlantis: The Lost Empire), regia di Gary Trousdale e Kirk Wise (2001)
- Stuart Little 2, regia di Rob Minkoff (2002)
- Clone High – serie TV, episodio 1x01 (2002)
- Stuart Little 3 - Un topolino nella foresta (Stuart Little 3: Call of the Wild), regia di Audu Paden (2006)
- The Magic 7, regia di Roger Holzberg – film TV (2009)
- Phineas e Ferb – serie TV, episodio 3x13 (2011)
- LEGO Dimensions - videogioco (2015)
- A.R.C.H.I.E. - Un robot a quattro zampe (A.R.C.H.I.E.), regia Robin Dunne (2016)
- A.R.C.H.I.E. 2, regia Robin Dunne (2018)

## Riconoscimenti
- Premio Oscar

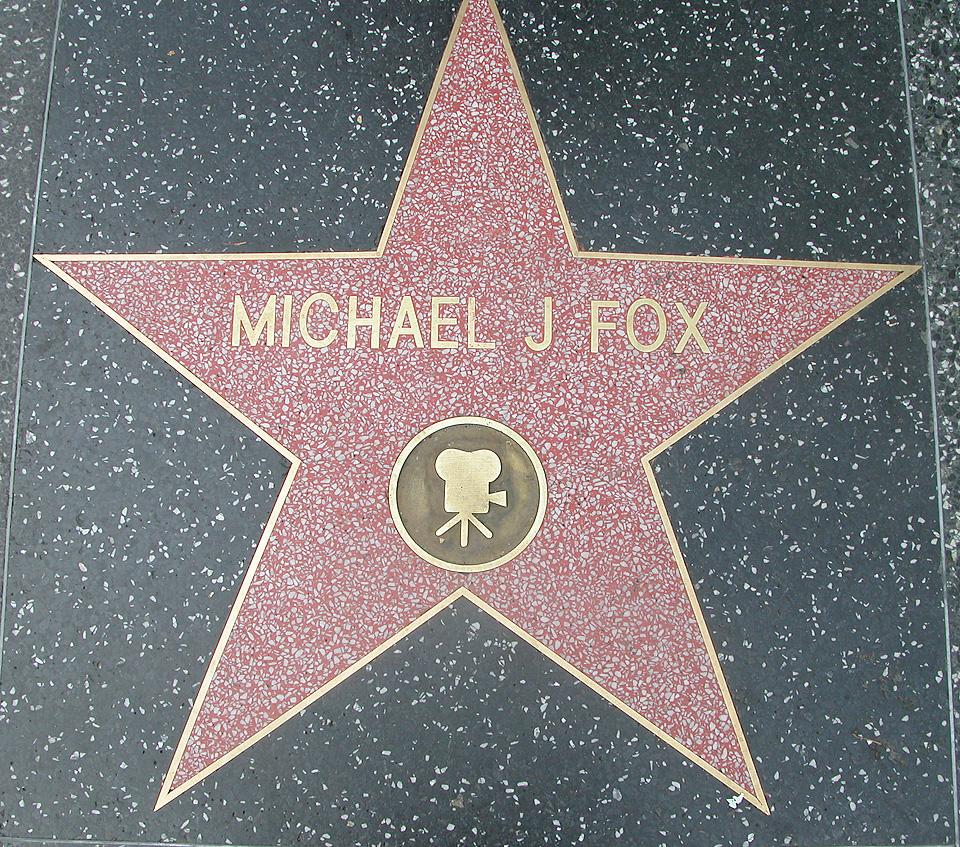
Stella di Michael J. Fox sulla Hollywood Walk of Fame, Los Angeles (California)

  - 2023 – Premio umanitario Jean Hersholt[11]
- Golden Globe
  - 1986 – Candidatura per il miglior attore in un film commedia o musicale per Ritorno al futuro
  - 1986 – Candidatura per il miglior attore in una serie commedia o musicale per Casa Keaton
  - 1987 – Candidatura per il miglior attore in una serie commedia o musicale per Casa Keaton
  - 1988 – Candidatura per il miglior attore in una serie commedia o musicale per Casa Keaton
  - 1989 – Miglior attore in una serie commedia o musicale per Casa Keaton
  - 1997 – Candidatura per il miglior attore in una serie commedia o musicale per Spin City
  - 1998 – Miglior attore in una serie commedia o musicale per Spin City
  - 1999 – Miglior attore in una serie commedia o musicale per Spin City
  - 2000 – Miglior attore in una serie commedia o musicale per Spin City
  - 2014 – Candidatura per il miglior attore in una serie commedia o musicale per The Michael J. Fox Show
- Grammy Award
  - 2003 – Candidatura per il miglior album parlato per Lucky Man
  - 2010 – Miglior album parlato per Always Looking Up
  - 2011 – Candidatura per il miglior album parlato per A Funny Thing Happened on the Way to the Future
- Premio Emmy
  - 1985 – Candidatura per il miglior attore non protagonista in una serie commedia per Casa Keaton
  - 1986 – Miglior attore in una serie commedia per Casa Keaton
  - 1987 – Miglior attore in una serie commedia per Casa Keaton
  - 1988 – Miglior attore in una serie commedia per Casa Keaton
  - 1989 – Candidatura per il miglior attore non protagonista in una serie commedia per Casa Keaton
  - 1997 – Candidatura per il miglior attore non protagonista in una serie commedia per Spin City
  - 1998 – Candidatura per il miglior attore non protagonista in una serie commedia per Spin City
  - 1999 – Candidatura per il miglior attore non protagonista in una serie commedia per Spin City
  - 2000 – Miglior attore in una serie commedia per Spin City
  - 2006 – Candidatura per il miglior attore ospite in una serie drammatica per Boston Legal
  - 2009 – Miglior attore ospite in una serie drammatica per Rescue Me
  - 2009 – Candidatura per il miglior documentario per Michael J. Fox: Adventures of an Incurable Optimist
  - 2011 – Candidatura per il miglior attore ospite in una serie drammatica per The Good Wife
  - 2012 – Candidatura per il miglior attore ospite in una serie drammatica per The Good Wife
  - 2012 – Candidatura per il miglior attore non protagonista in una serie commedia per Curb Your Enthusiasm
  - 2013 – Candidatura per il miglior attore ospite in una serie drammatica per The Good Wife
  - 2015 – Candidatura per il miglior attore ospite in una serie drammatica per The Good Wife
  - 2016 – Candidatura per il miglior attore ospite in una serie drammatica per The Good Wife
- Screen Actors Guild Award
  - 1999 – Miglior attore in una serie commedia per Spin City
  - 2000 – Miglior attore in una serie commedia per Spin City

### Altri riconoscimenti
- 2000 – Canada's Walk of Fame[12]
- 2002 – Hollywood Walk of Fame[13]
- 2010 – Laurea Honoris Causa conferita dall'Istituto Karolinska.[1]
- 2013 – Golden Apple Award conferito dalla Casting Society of America.
- 2021 – Dottorato honoris causa conferito dalla Simon Fraser University.[14]

## Doppiatori italiani
Nelle versioni in italiano delle opere in cui ha recitato, Michael J. Fox è stato doppiato da:
- Sandro Acerbo in Casa Keaton, Il segreto del mio successo, Le mille luci di New York, Vittime di guerra, Ritorno al futuro - Parte II, Ritorno al futuro - Parte III, Insieme per forza, Amore con interessi, Caro zio Joe, Sospesi nel tempo, Scrubs - Medici ai primi ferri, Interstate 60, The Good Wife, Annie - La felicità è contagiosa, Designated Survivor, The Good Fight
- Teo Bellia in Voglia di vincere, Ritorno al futuro, See You Yesterday
- Riccardo Rossi in Cercasi superstar, Il grande fiume del Nord
- Vittorio Guerrieri in Mars Attacks!, Boston Legal
- Federico Fallini in Follia di mezzanotte
- Fabrizio Manfredi in Classe 1984
- Marco Guadagno ne La luce del giorno
- Claudio Moneta ne I racconti della cripta
- Luca Lionello in Doc Hollywood - Dottore in carriera
- Massimo Rossi in Blue in the Face
- Pino Insegno ne Il presidente - Una storia d'amore
- Alberto Caneva in Spin City
- Fabrizio Vidale in Rescue Me

Da doppiatore è sostituito da:
- Luca Laurenti in Stuart Little - Un topolino in gamba, Stuart Little 2, Stuart Little 3 - Un topolino nella foresta
- Fabrizio Vidale in In fuga a quattro zampe, Quattro zampe a San Francisco
- Massimiliano Manfredi in Atlantis - L'impero perduto
- Simone Lupinacci in LEGO Dimensions
- Alessio Cigliano in A.R.C.H.I.E. - Un robot a quattro zampe

## Opere letterarie
- (EN) Michael J. Fox, Lucky Man: A Memoir, Hyperion, 2002, ISBN 978-0-7868-6764-6.
- (EN) Michael J. Fox, Always Looking Up: The adventures of an Incurable Optimist, Hyperion, 2008, ISBN 978-1-4013-0338-9.
- (EN) Michael J. Fox, Always Looking Up - Audio book read by the author, Random House Audiobooks, 2009, ISBN 978-1-84657-226-5.
- (EN) Michael J. Fox, A Funny Thing Happened On The Way To The Future: Twists and Turns and Lessons Learned, Hyperion, 2010, ISBN 978-1-4013-2386-8.
- (EN) Michael J. Fox, No Time Like the Future, New York, Flatiron Books, 2020, ISBN 978-1-2502-6561-6.
- Michael J. Fox, Il futuro è stato bellissimo, TEA, 2022, ISBN 978-8850262403